# Davinia Vanmechelen
Davinia Vanmechelen (Sint-Truiden, 30 augustus 1999) is een Belgische voetbalster die speelt Club YLA en de Red Flames.

## Loopbaan

### Club
Vanmechelen startte haar jeugd bij VC Landen en ging op 14-jarige leeftijd naar Standard Luik. Daar werd ze provinciaal kampioen en won ze de Beker van België U-16 in 2014. In seizoen 2015/16 kampioen werd zowel in de Super League  als in 1ste klasse.
Met Standaard speelde ze ook in de Champions League.
| Seizoen   | Ploeg         | Wed. | Goal | Kreeg geel | Weggestuurd |
| --------- | ------------- | ---- | ---- | ---------- | ----------- |
| 2015-2016 | Standard Luik | 2    | 0    | 0          | 0           |
| 2016-2017 | Standard Luik | 3    | 2    | 1          | 0           |

Op het einde van het seizoen 2016/17 gaf Vanmechelen aan dat ze Standaard verliet voor KRC Genk Ladies waar ze op het middenveld gaat spelen.
In juni 2022 ruilde ze Standard na twee seizoenen voor Club YLA.

### Red Flames
Ze speelde haar eerste wedstrijd bij de nationale jeugd op 26 maart 2014 met de U-15 tegen Nederland en verloor de wedstrijd met 0-6. Ze speelde er 70 minuten. 
Bij de U-16 speelde ze 5 wedstrijden van de 6 selecties en kon er 2 keer scoren. Beide op de match van 21 mei 2014 tegen Ierland waar ze 30 minuten op het veld stond. Ze speelde in totaal 310 minuten.
Ze haalde haar 1ste selectie bij de U-17 op 6 oktober 2014 tegen Letland waar ze 80 minuten speelde en met 3-0 won. Haar laatste was op 29 maart 2016 tegen Engeland de wedstrijd werd gewonnen met 2-0. Ze speelde in totaal 1959 minuten in 14 wedstrijd en was in totaal 16 keer geselecteerd en scoorde 9 keer. Van de 9 doelpunten scoorde ze er 4 in de wedstrijd tegen Georgië die met 15-0 gewonnen werd. 
Met de U-19 haalde ze haar eerste wedstrijd tegen Ierland op 19 september 2016, die gewonnen werd met 3-2.
Op 27 oktober 2015 haalde ze haar eerste selectie bij de A-ploeg, maar speelde niet. Op 24 november 2016 speelde de Flames een vriendschappelijke wedstrijd tegen Nederland, deze werd gewonnen met 3-2 en werd Vanmechelen in de 90ste minuut ingebracht en speelde zo haar eerste minuut. 

## Palmares
- 2024: Beker van België
- 2018: Beker van Frankrijk met de aploeg
- 2017: Sparkle talent 2017[4]
- 2015-2016: Belgisch Kampioen
- 2015-2016: Kampioen 1ste Nationale
- 2013-2014: Provinciaal Kampioen
- 2014: Beker van België U-16